# Chazen Museum of Art
Le Chazen Museum of Art est un musée d'art américain, situé au sein de l'université du Wisconsin à Madison, dans l'État du Wisconsin. De 1969 à 2005, ce lieu était connu sous les noms de centre artistique Elvehjem et Elvehjem Museum of Art.

## Histoire
Conçu par l'architecte américain Harry Weese (en), le musée est situé au cœur du campus de l'université du Wisconsin. Il ouvre en 1969 et est d'abord connu sous le nom de centre artistique Elvehjem, en hommage à Conrad Elvehjem, un biochimiste américain spécialisé dans le domaine de la nutrition et treizième président de l'université. En 1978, il devient l'Elvehjem Museum of Art.
En 2005, le musée est rebaptisé Chazen Museum of Art après un don de vingt millions de dollars pour l’agrandissement et la rénovation des bâtiments existants de la part de Jerome Chazen et de sa femme Simona, deux anciens élèves de l'université. Jerome Chazen a été l'un des fondateurs de la société Liz Claiborne Inc. (en), en compagnie notamment de la créatrice de mode Liz Claiborne, ce qui lui a permis de faire fortune. La nouvelle extension est inaugurée en 2011.
En 2015, la famille Chazen offre une nouvelle donation au musée et à l'université, d'une valeur de vingt-huit millions de dollars, dont vingt millions sous la forme d'un don d’œuvres d'art issues de leur collection privée.

## Collections
Le musée abrite plus de vingt mille œuvres, de la peinture à la sculpture en passant par le dessin, l'estampe, la photographie, le mobilier d'intérieur ou les arts décoratifs. Il couvre une large période historique et culturelle, de la Grèce antique à l'Europe occidentale, en passant par l'empire soviétique, l'empire moghol, l'art d'Asie orientale, l'art islamique et l'art africain traditionnel.
La collection permanente du musée comprend notamment plusieurs œuvres de peintres et sculpteurs européens, comme Joan Miró, Auguste Rodin, Salvador Dali, Barnaba da Modena, Barbara Hepworth, Jean Dufy, Andrea Vanni, Giorgio Vasari, René Magritte, Maurice Utrillo, Hubert Robert, Thomas Gainsborough, Albert Gleizes, Henry Moore, William Henry Hunt, Edward Reginald Frampton, George William Russell, Benjamin Williams Leader, Daniel Maclise, Marie Spartali Stillman, Eugène Boudin, Gaston Sébire, Xavier Leprince, Jean-Baptiste Camille Corot, Maximilien Luce, Aristide Maillol, Alexander Archipenko ou Paul Troubetzkoy.
Le musée possède également plusieurs œuvres de peintres et sculpteurs américains du XIXe siècle et XXe siècle, comme Henry Bacon, William Louis Sonntag Sr., Charles Sprague Pearce, Thomas Satterwhite Noble, Charles Gifford Dyer (en), Henry Pember Smith, Walter Griffin, Reynolds Beal, John Steuart Curry, Mark Rothko, Adolph Gottlieb, Jack Tworkov (en), Andy Warhol, Grandma Moses, Alexander Calder ou Richard Bosman (en).
Le musée présente également une importante collection de dessins du sculpteur russe Antoine Pevsner et expose le travail de maître verrier de René Lalique, ainsi que le travail de la céramique et de l'impression sur bois japonaise, et compte également une collection de mobilier ancien, de médailles et de pièces de monnaie.

## Œuvres

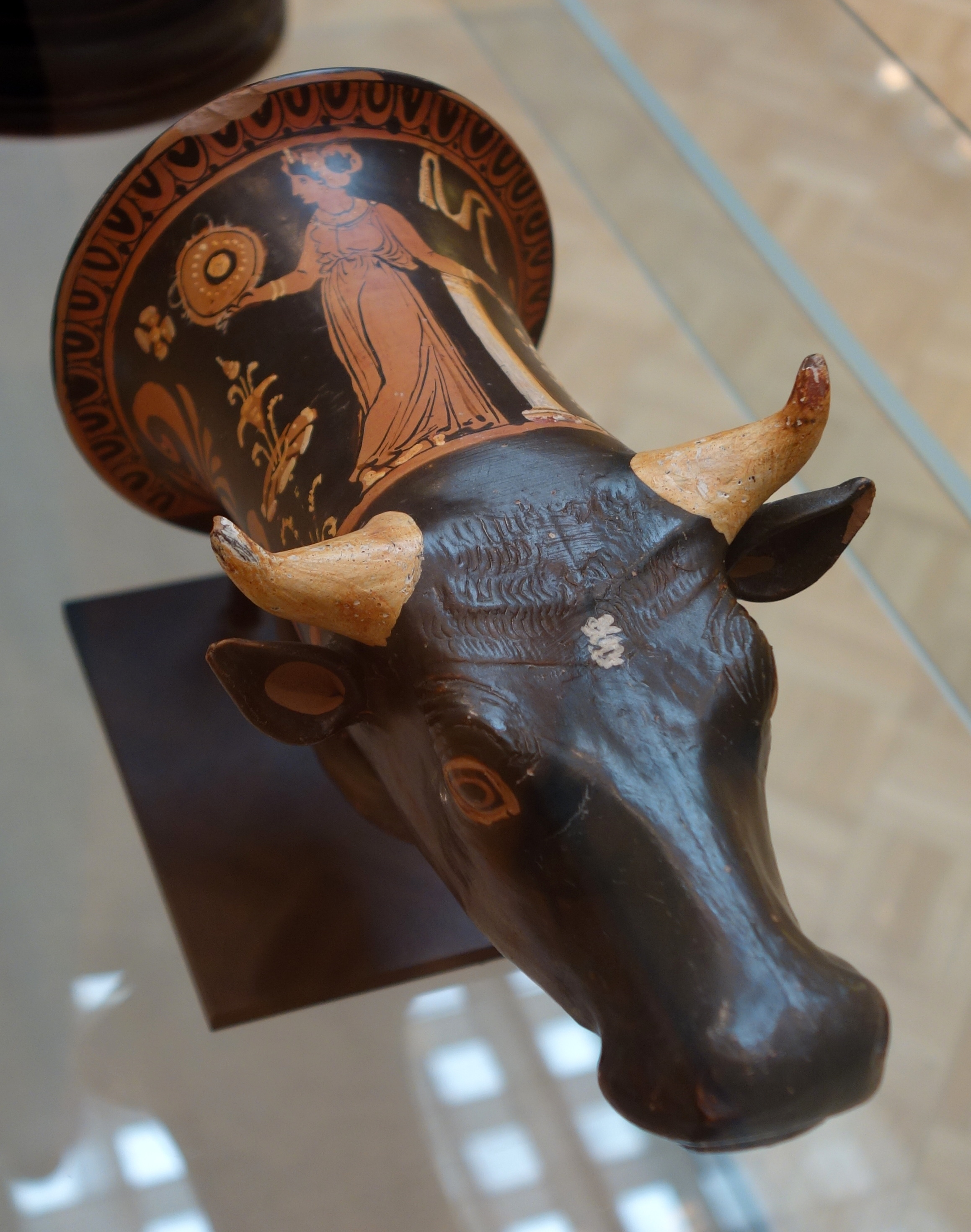
Vase rhyton en barbotine en forme de tête de taureau, Grèce (IVe siècle av. J.-C.)
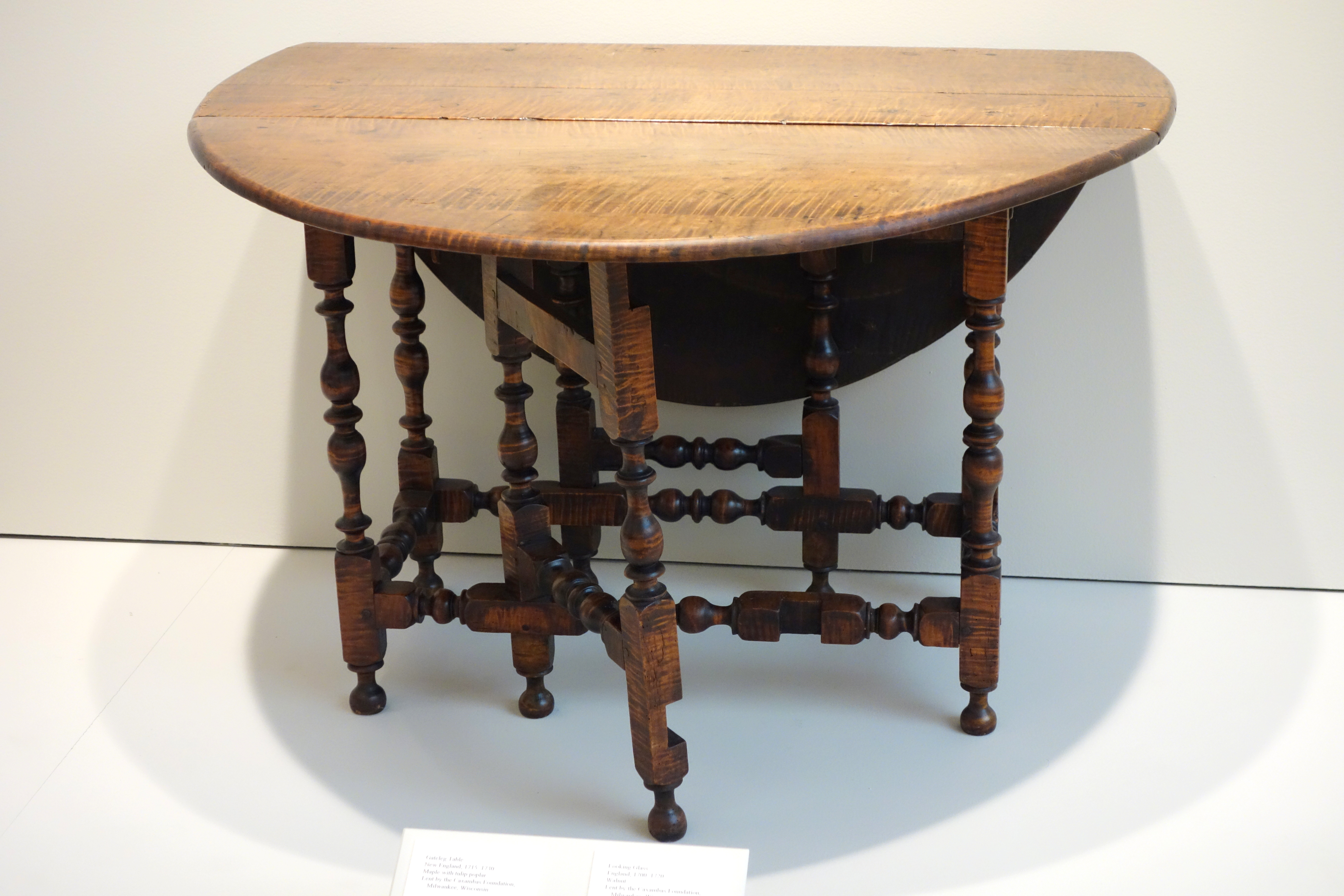
Table Gateleg en érable et peuplier, Nouvelle-Angleterre (1715-1730)
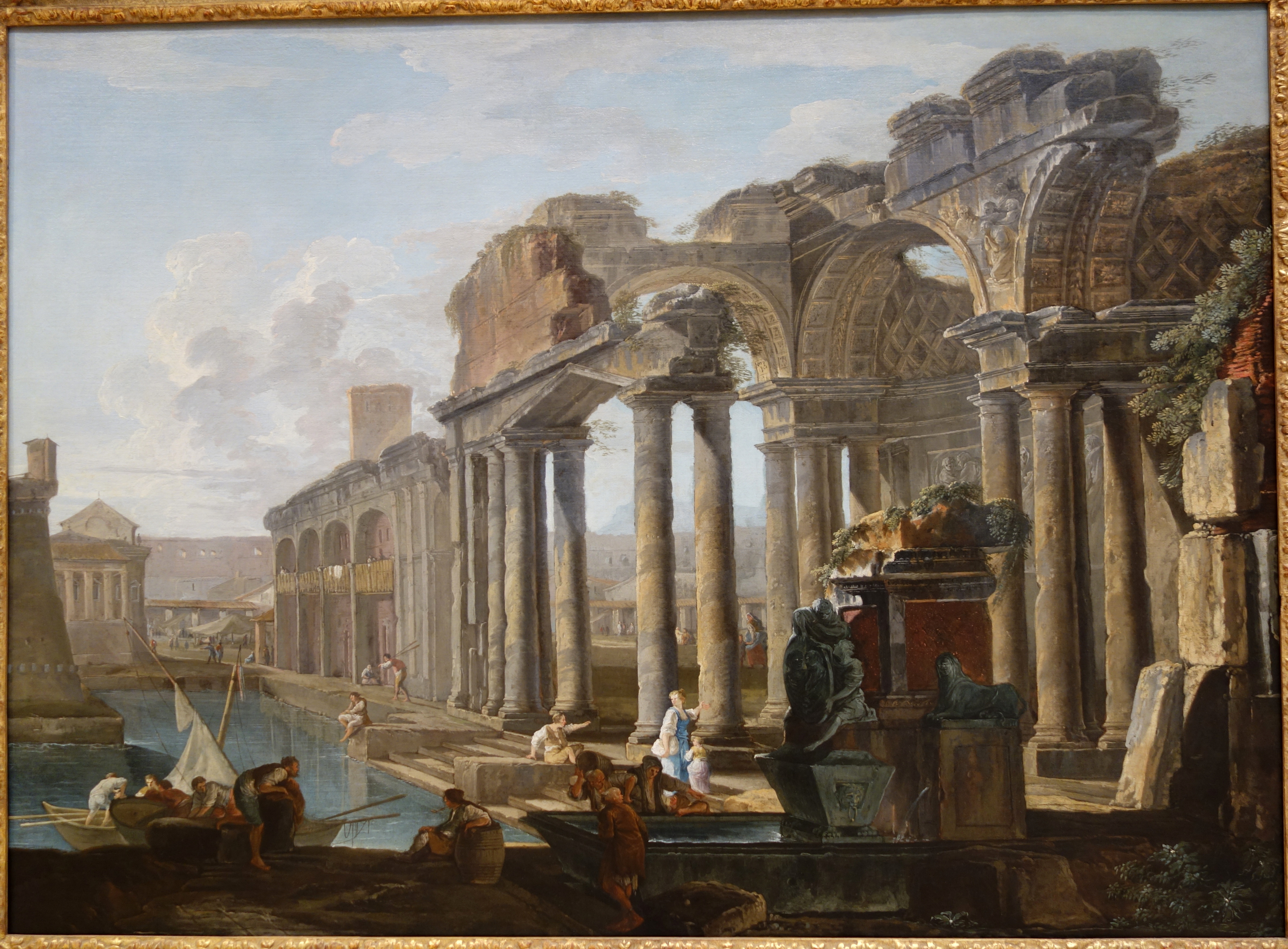
Hubert Robert, Capriccio de ruines classiques avec pyramide (vers 1760)
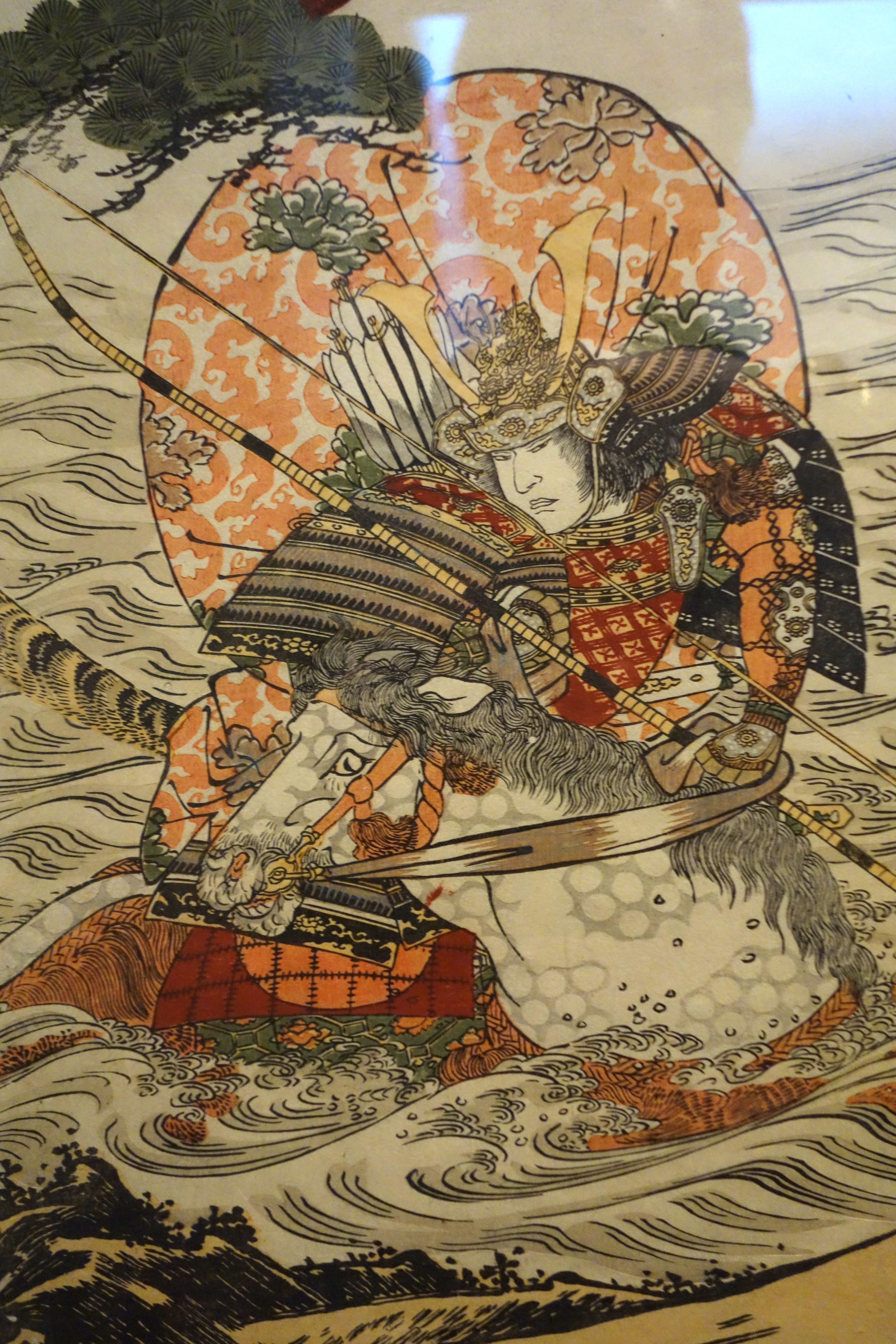
Katsukawa Shun'ei, The Warrior Atsumori on Horseback (1791)
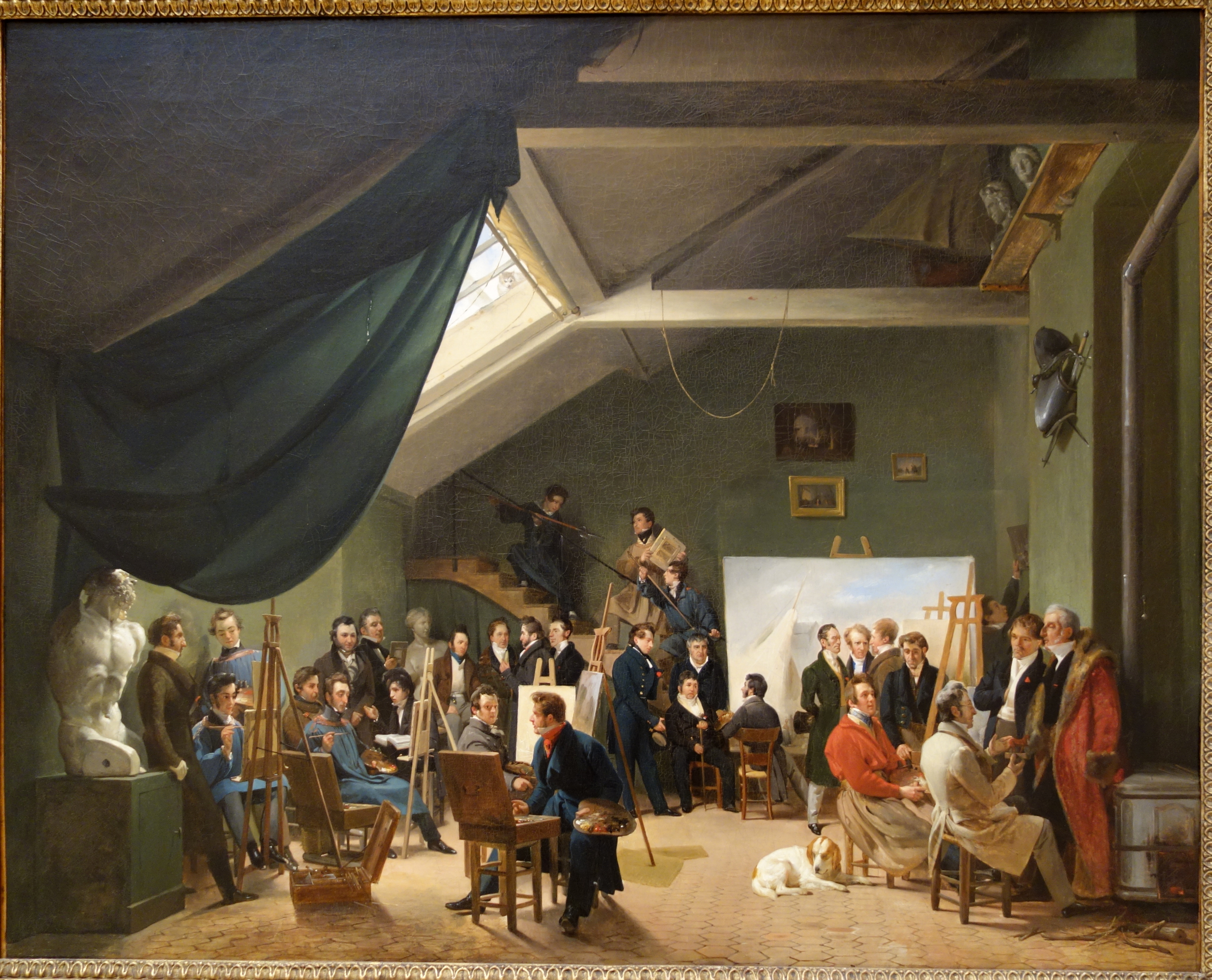
Xavier Leprince, L'Atelier du peintre (1826)
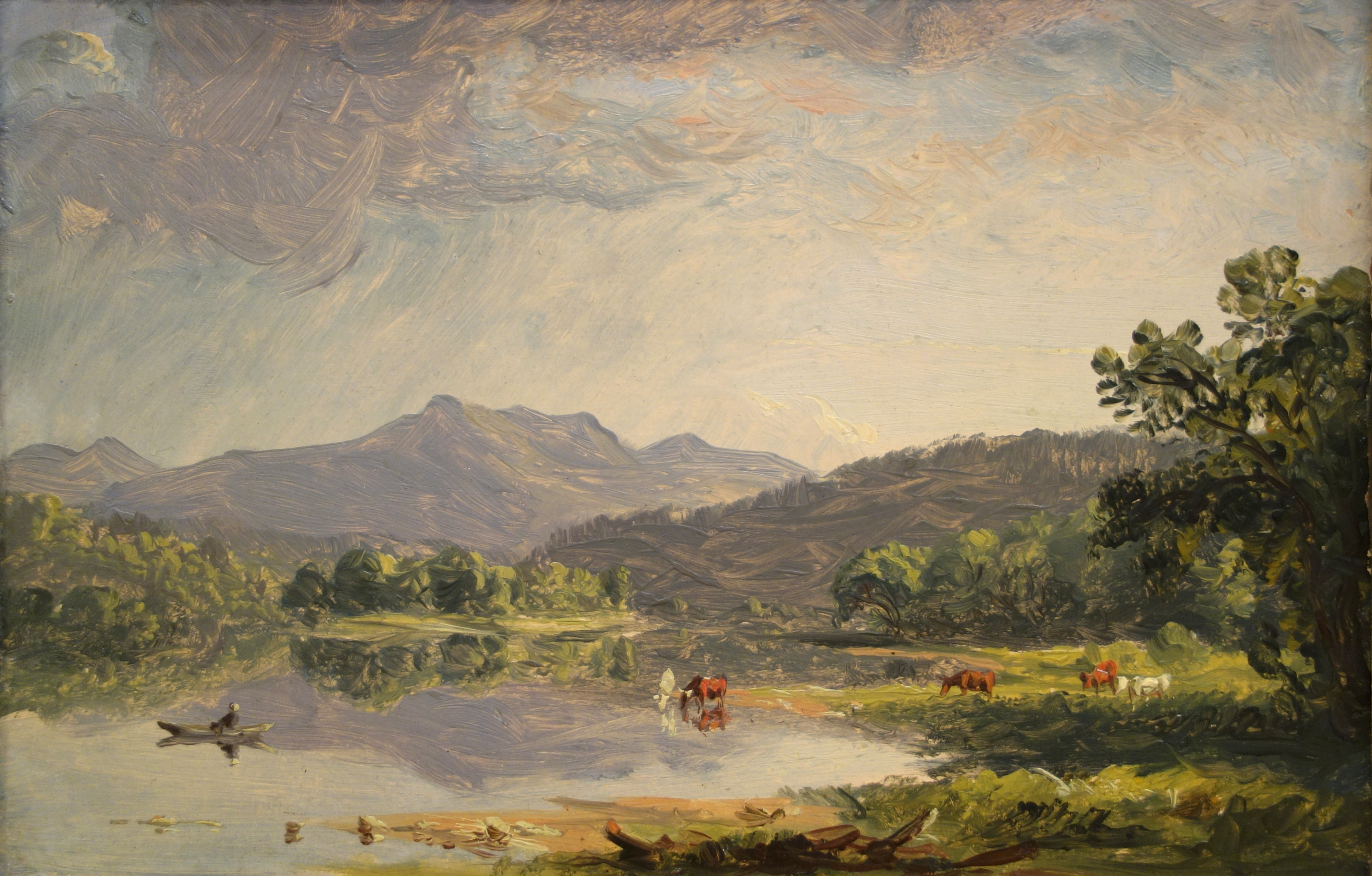
Sanford Robinson Gifford, Mount Washington from the Saco River (vers 1858)
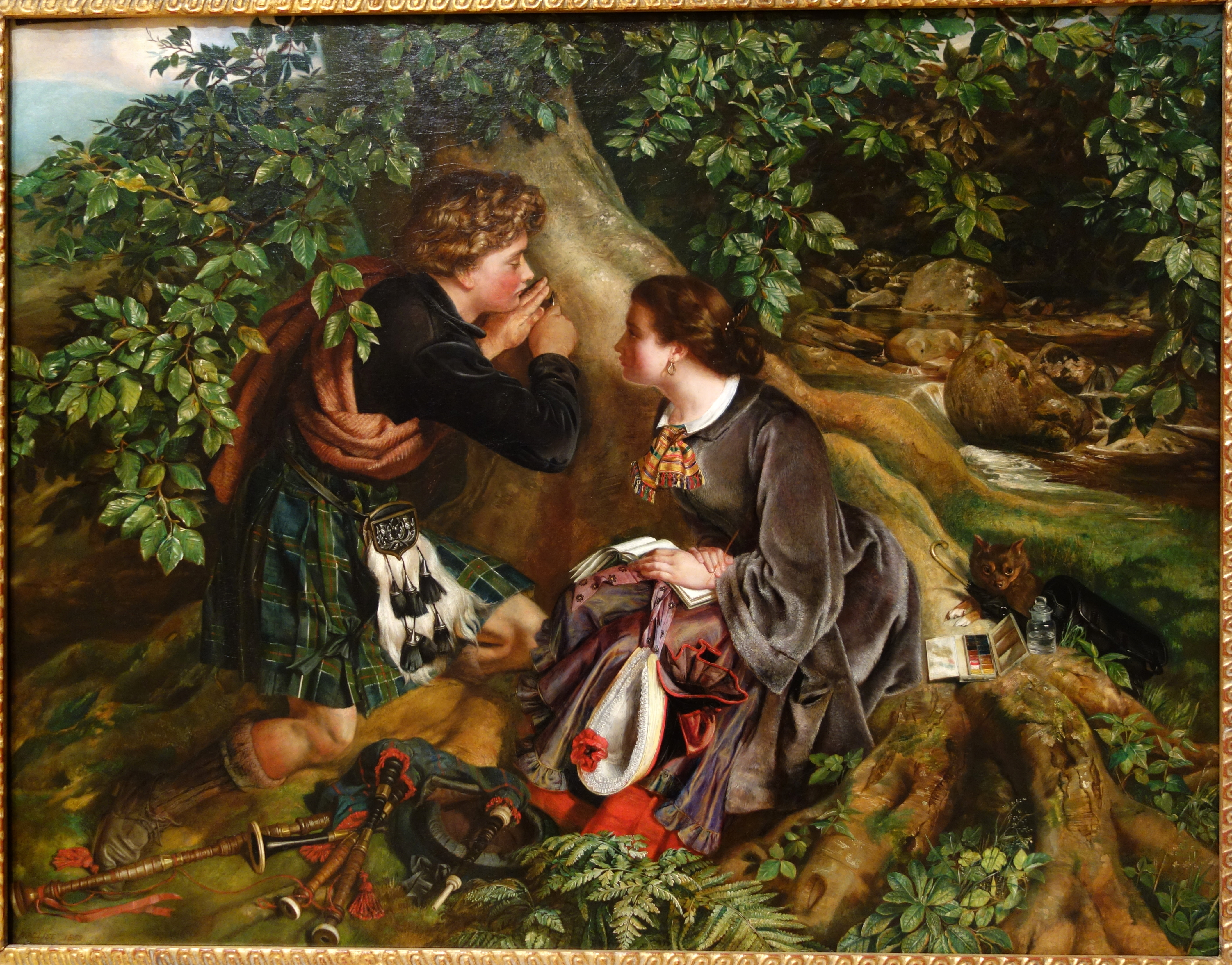
Daniel Maclise, Scottish Lovers (1863)
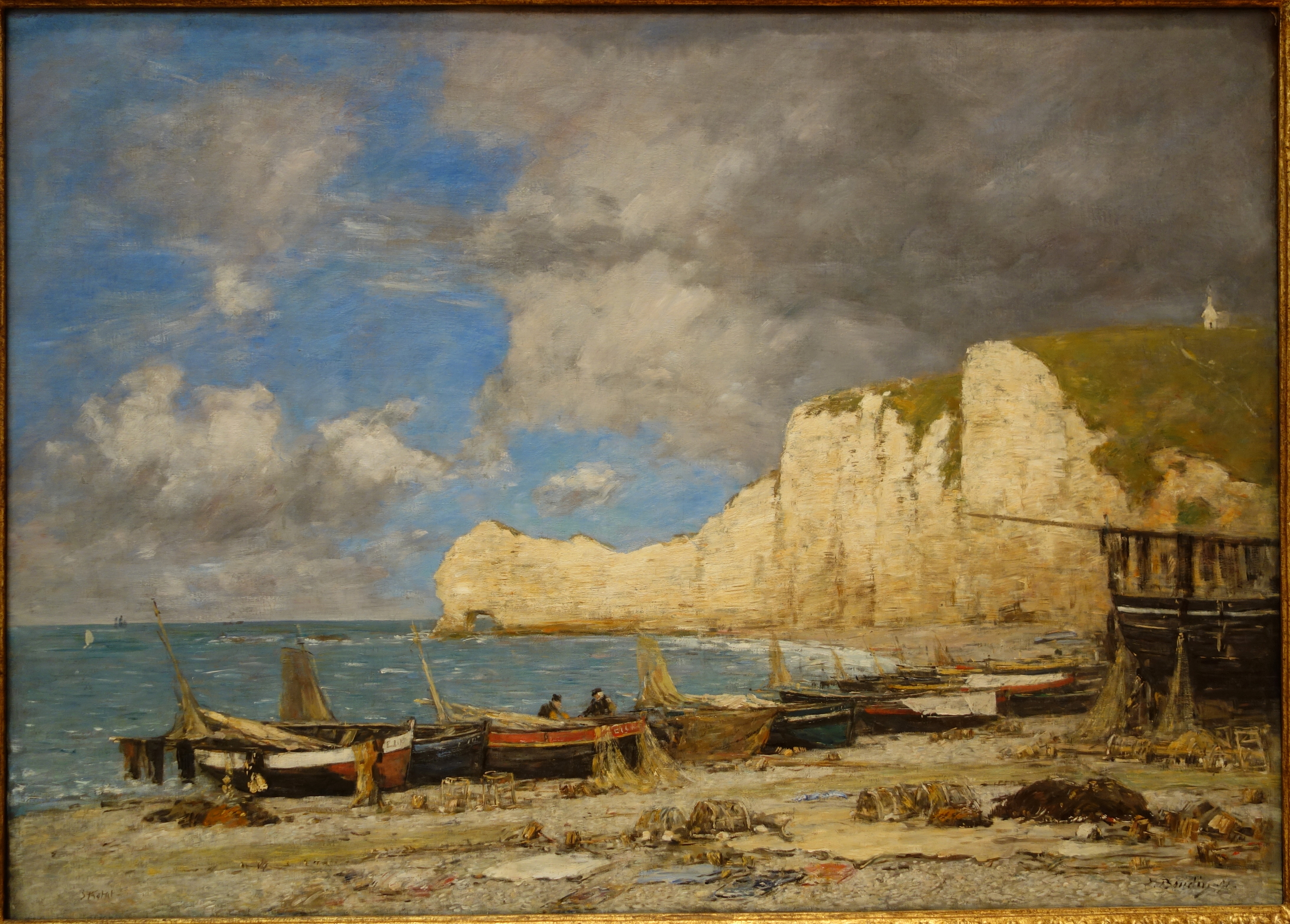
Eugene Boudin, Étretat (1891)
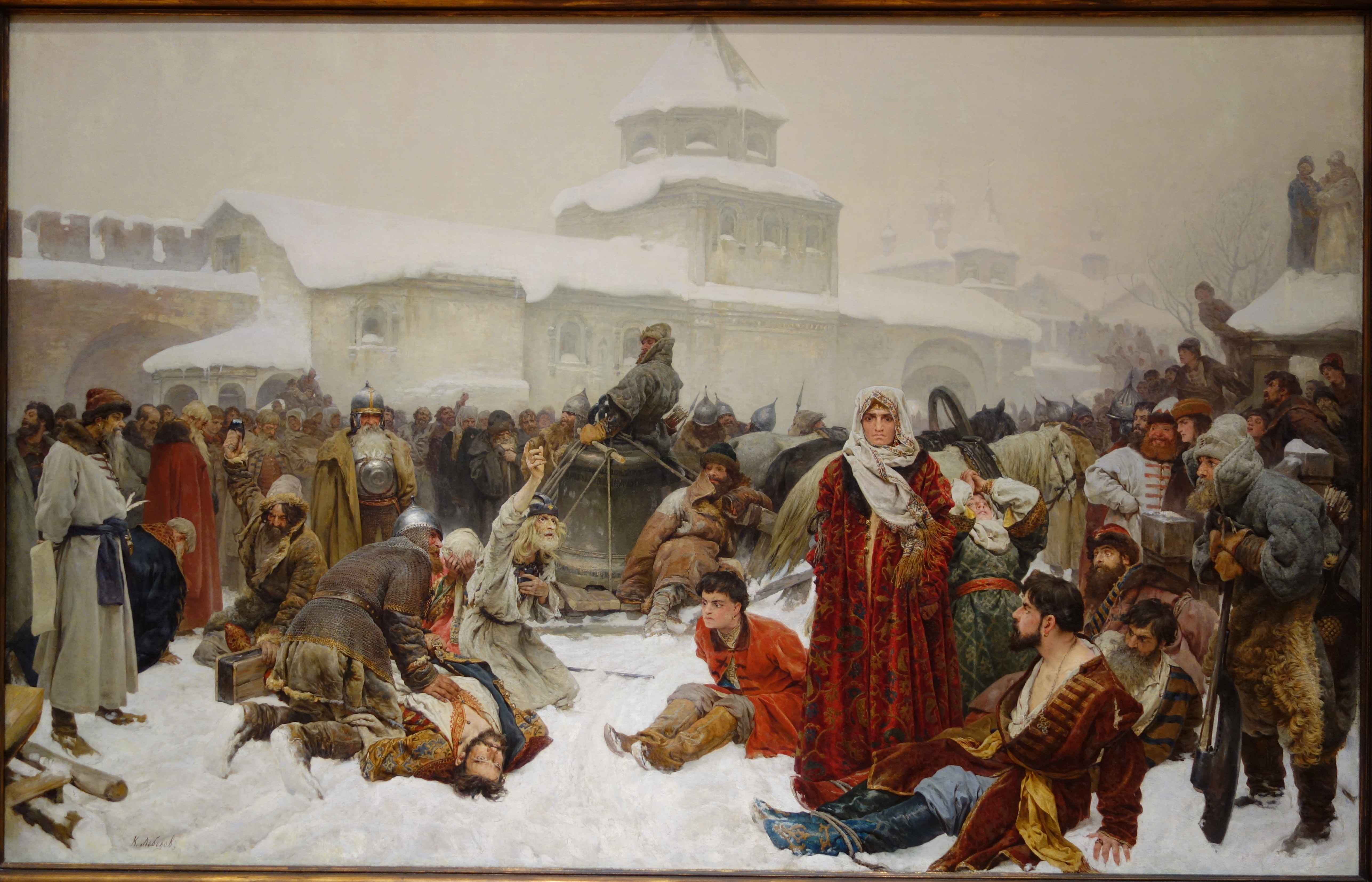
Klavdi Lebedev, The Fall of Novgorod (1891)
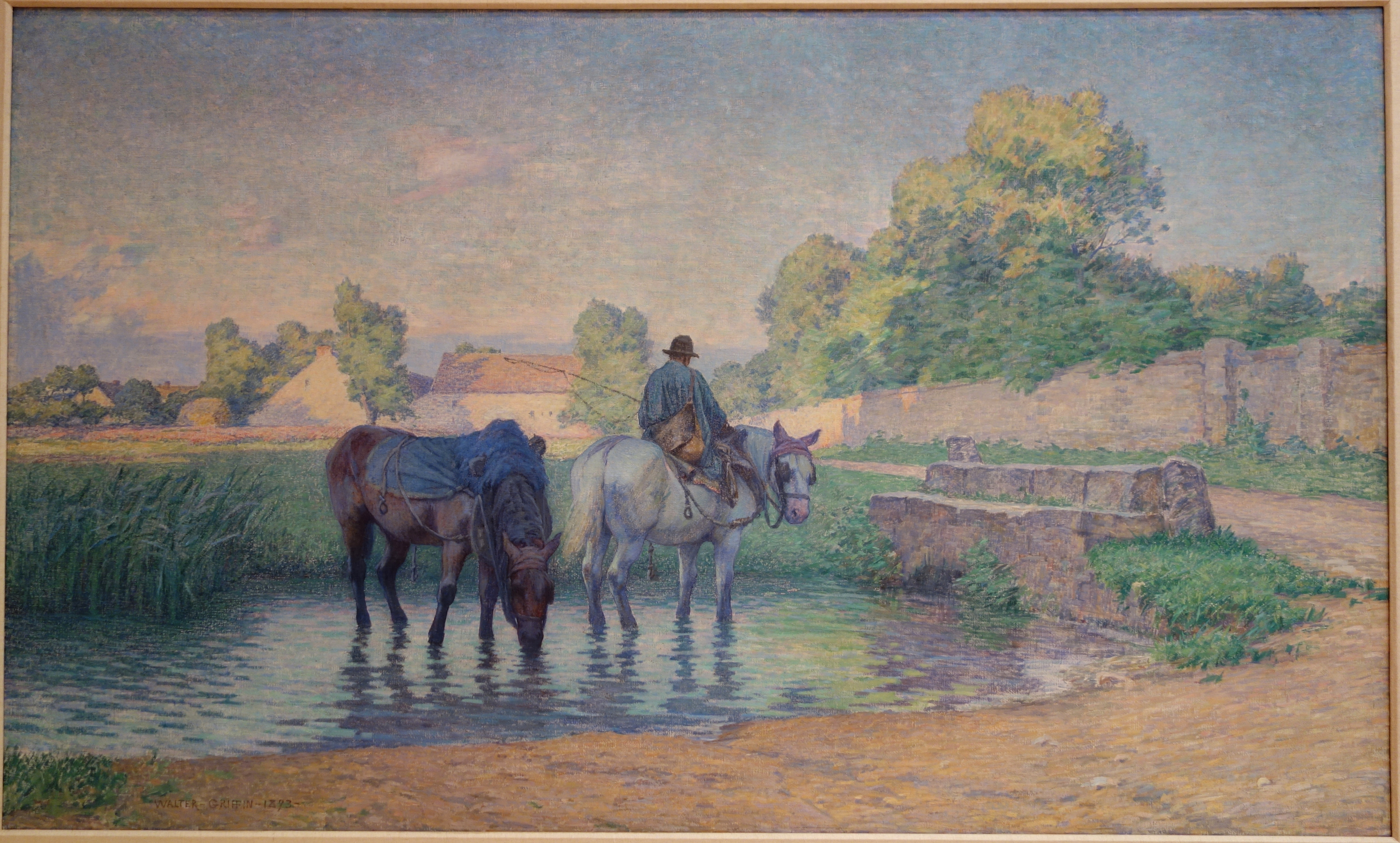
Walter Griffin, Scene at Fleury, France (1893)
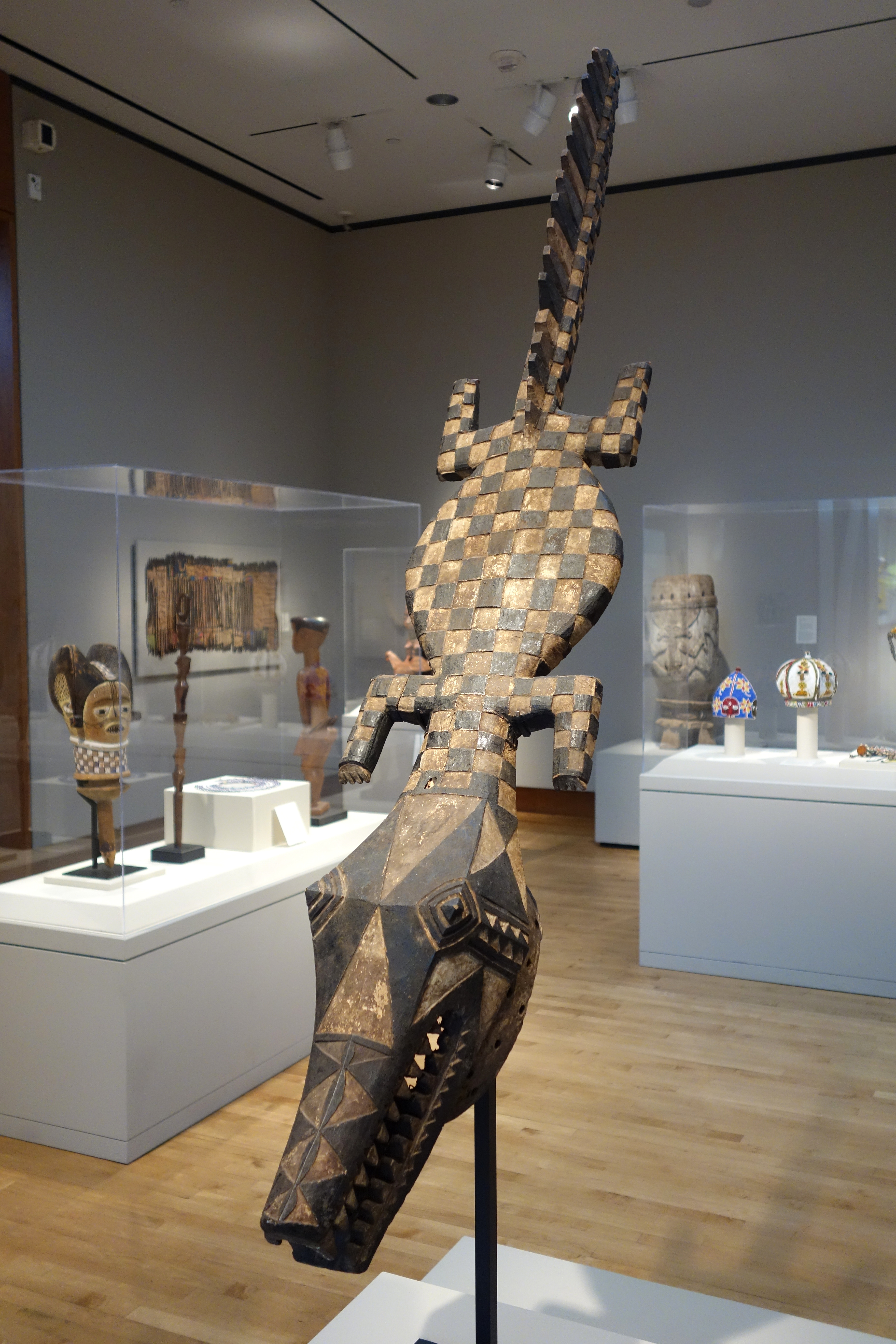
Masque en forme de crocodile, peuple Nunuma, Burkina Faso (début du XXe siècle)
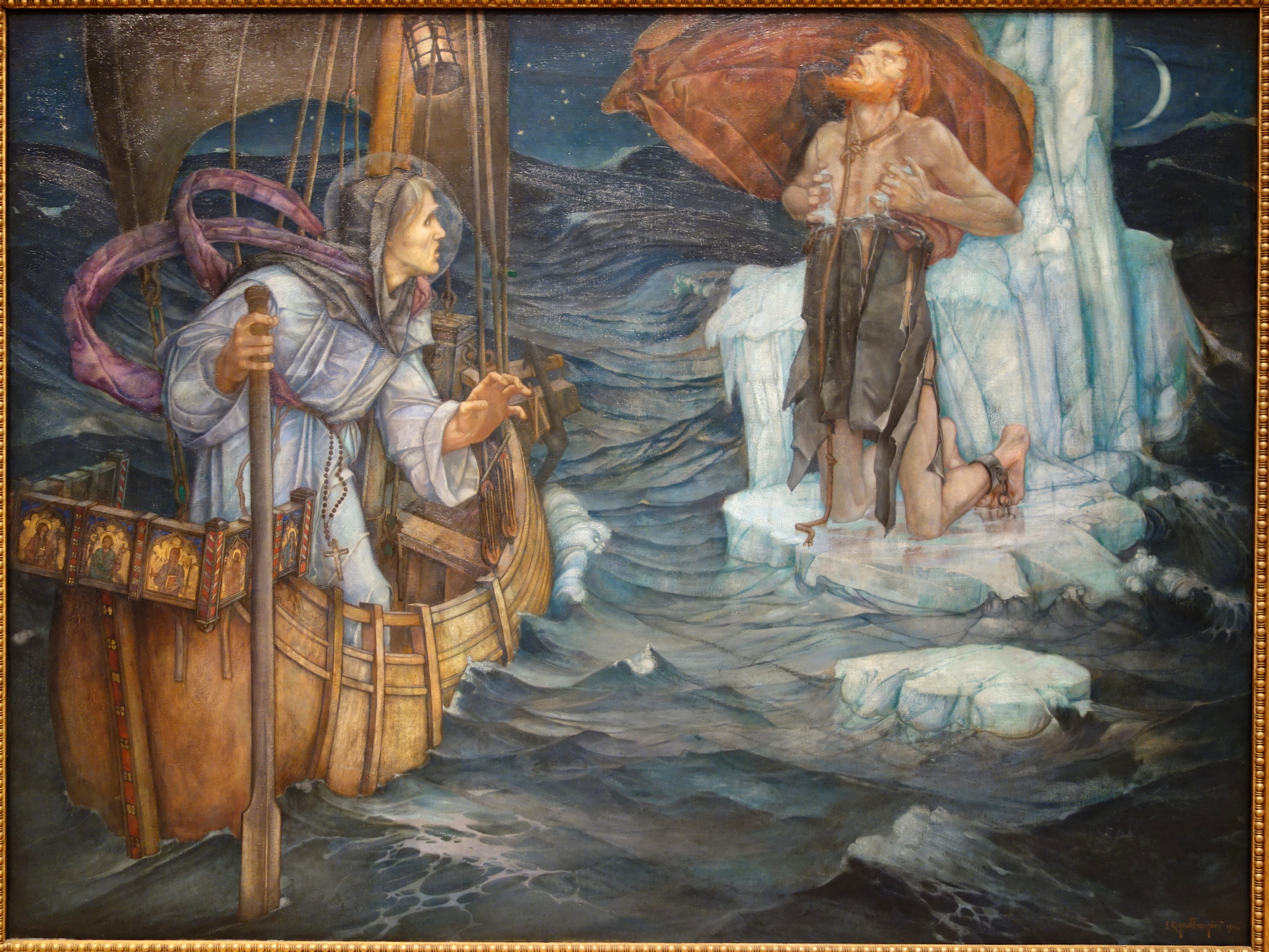
Edward Reginald Frampton, The Voyage of St. Brandan (1908)
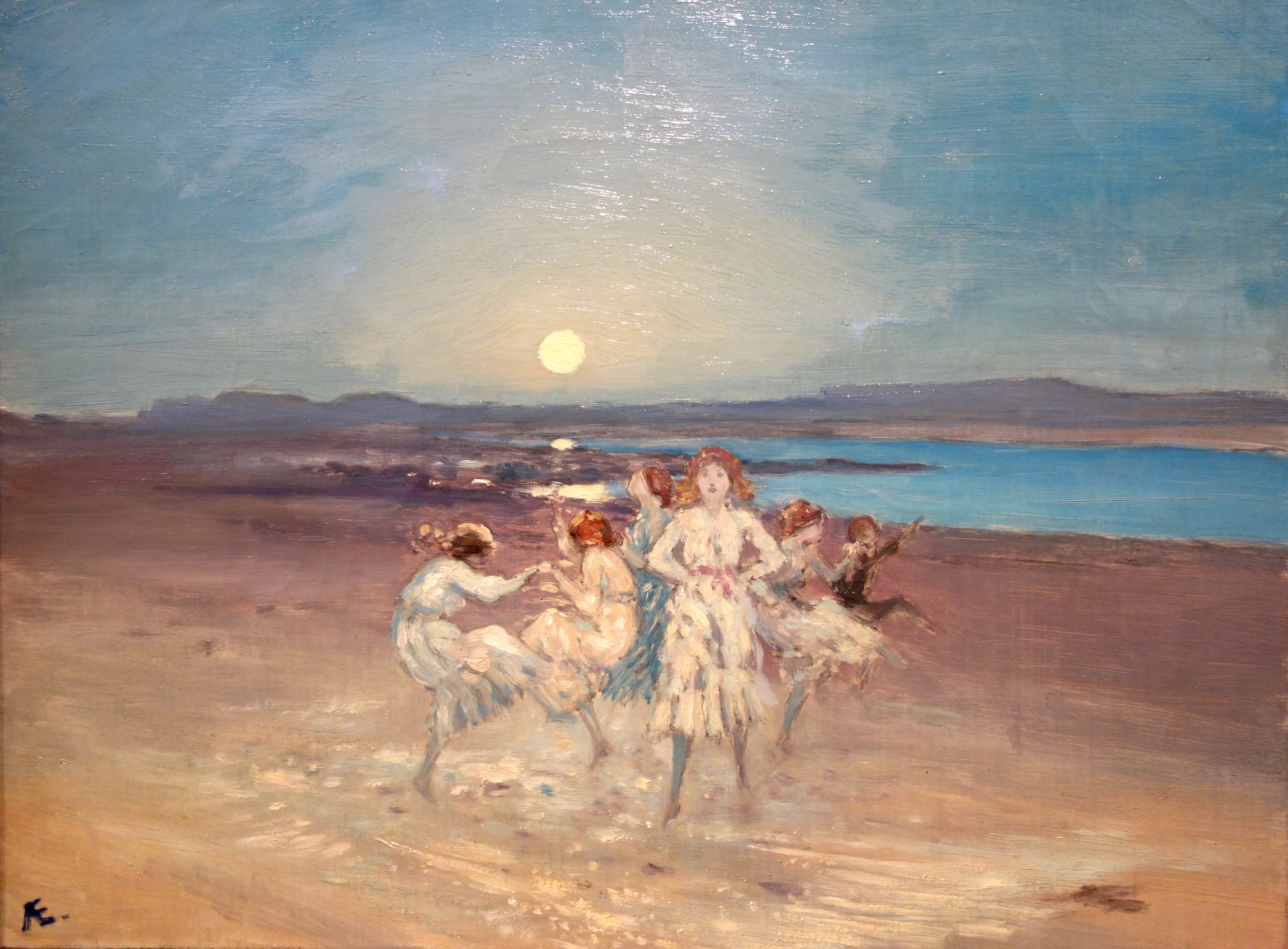
George William Russell, Children Dancing on the Strand (1914)
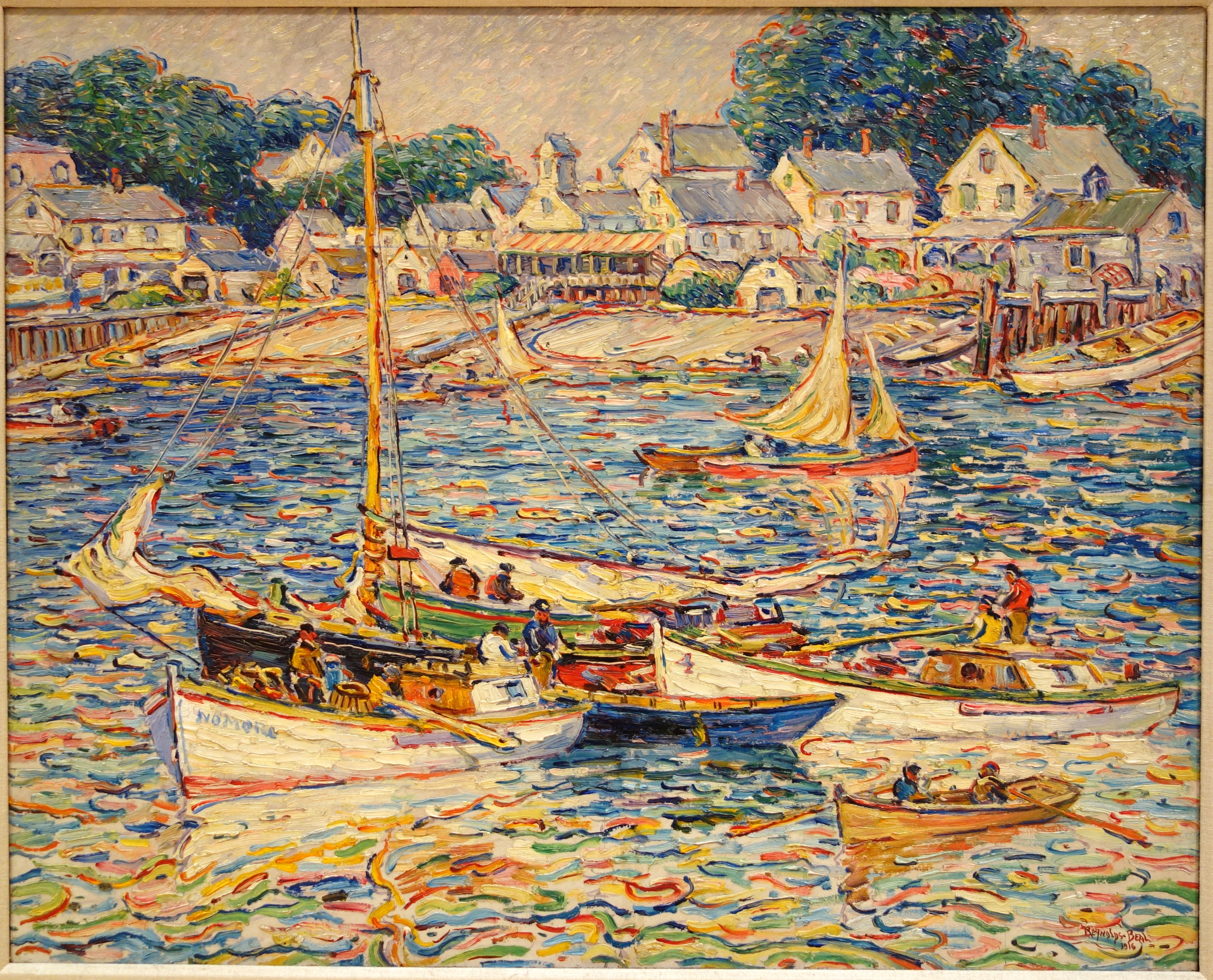
Reynolds Beal, Provincetown Waterfront (1916)
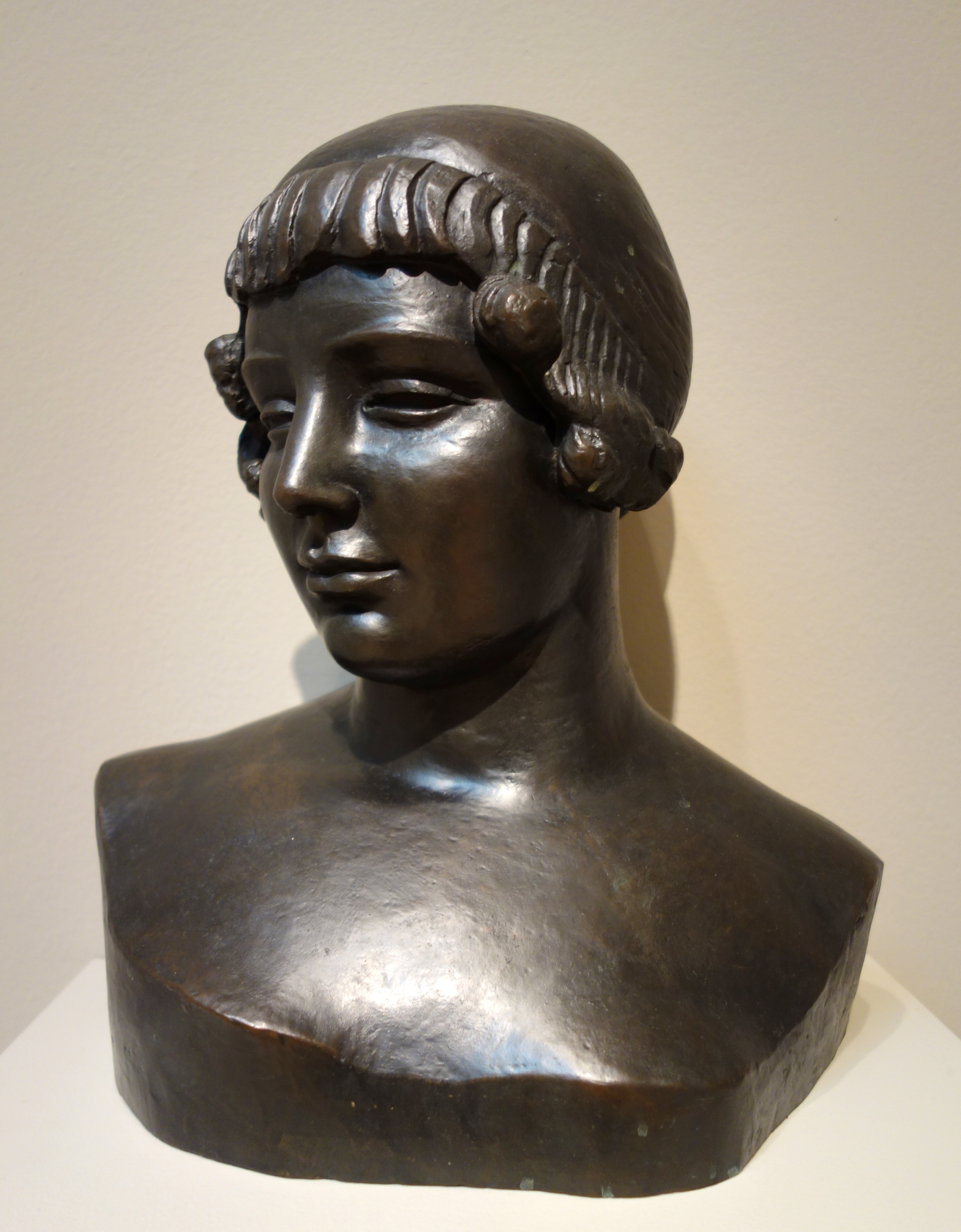
Buste de Vénus en bronze par Aristide Maillol (entre 1920 et 1936)